# Hiroshi Kaneda
Hiroshi Kaneda (jap. 金田 宏, Kaneda Hiroshi; * 1953) ist ein japanischer Astronom.
Im Zeitraum von 1987 bis 2000 hat Hiroshi Kaneda gemeinsam mit seinem Kollegen Seiji Ueda 705 Asteroiden entdeckt.
Im Jahre 2016 waren beide damit auf Platz 23 der Liste der erfolgreichsten Asteroidenentdecker.
Auf Grund seiner Leistungen ist 1993 der Asteroid (4677) Hiroshi nach ihm benannt worden.